# All That I Need Is To Be Loved
Singles de Moby
Move (You Make Me Feel So Good)
(1993) Hymn
(1994)
Pistes de Everything is Wrong
Feeling So Real
(02) Let's Go Free
(04)
All That I Need Is To Be Loved est une chanson de l'artiste électronique américain Moby sortie en 1993. D'abord présente sur l'EP Move - The EP sorti la même année, elle a été ensuite sorti en format 12". La chanson est extraite de l'album Everything is Wrong (sorti en 1995) en tant que 1er single.
Elle n'est sortie qu'en vinyle et aucun clip n'a été réalisé pour la chanson. D'ailleurs, au Royaume-Uni, elle n'a qu'une fonction de single promotionnel. Elle a la particularité d'abord d'être une chanson de punk hardcore (contrairement aux autres singles de Moby) et ensuite que c'est le seul single provenant d'un autre single et EP.
La chanson Where You End sortie en 2005 sur l'album Hotel contient un extrait de cette chanson.

## Liste des morceaux

### 12"
| 1. | All That I Need Is To Be Loved | 7:09 |
| 2. | Morning Dove                   | 5:43 |

| 1. | All That I Need Is To Be Loved (Vocal Dance Mix)                    | 4:29 |
| 2. | All That I Need Is To Be Loved (Vitesse Trance)                     | 5:33 |
| 3. | All That I Need Is To Be Loved (Moby Dub)                           | 7:45 |
| 4. | All That I Need Is To Be Loved (Flashin' Dub (Eddie Fowlkes Remix)) | 5:28 |

(Le vinyle sorti aux États-Unis est resorti en 2006 sur Amazon.com (MP3) et sur ITunes)
| 1. | All That I Need Is To Be Loved (Moby Dub)               | 7:25 |
| 2. | All That I Need Is To Be Loved (House Of Suffering Mix) | 2:45 |
| 3. | All That I Need Is To Be Loved (Vocal Dance)            | 4:39 |
| 4. | All That I Need Is To Be Loved (Speed Trance)           | 5:33 |

### 7"
| 1. | All That I Need Is To Be Loved (House Of Suffering Mix) | 2:45 |
| 2. | New Dawn Fades                                          | 5:30 |